# Litauerkriege des Deutschen Ordens

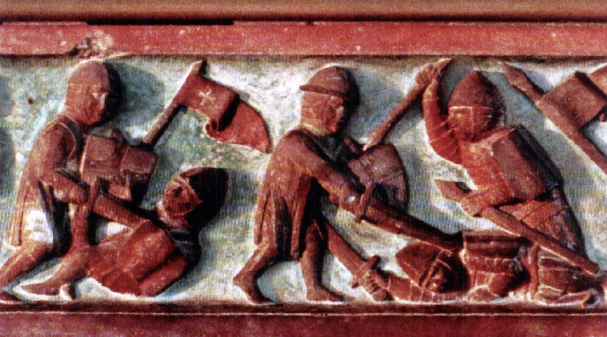
Backsteinrelief mit Darstellung der Kämpfe von der Ordensburg Marienburg aus der Mitte des 14. Jahrhunderts

Die Litauerkriege des Deutschen Ordens in den Jahren 1303 bis 1422 waren eine mehr als hundert Jahre währende kriegerische Auseinandersetzung zwischen dem Deutschen Orden und dem Großfürstentum Litauen.
Ursachen waren zum einen kriegerische Konflikte im 13. Jahrhundert, die durch verheerende Plünderungszüge litauischer Scharen in Livland ausgelöst wurden, zum anderen weitreichende Expansionsbestrebungen des Ordens im Verlauf des 14. Jahrhunderts. Der politisch und militärisch erstarkte Ritterorden begründete ab der Mitte des 14. Jahrhunderts seine territorialen Ansprüche auf Niederlitauen damit, im Auftrag der Kurie die Christianisierung des heidnischen Litauens durchsetzen zu wollen. Wegen dieser Legitimation werden die Litauerkriege in mancher Literatur als Litauer Kreuzzüge geführt.
Nach der verlorenen Schlacht 1410 bei Tannenberg und dem Friedensschluss 1411 von Thorn musste der Deutsche Orden auf sämtliche Besitzansprüche in Litauen verzichten. Es war gleichzeitig der Zeitpunkt für den einsetzenden Niedergang des Ordens. Erst mit dem Frieden von Melnosee im Jahr 1422 endeten die kriegerischen Auseinandersetzungen.
In der Terminologie des Ordens wurde die Bevölkerung (Alt-)Litauens mit ihrer eigenständigen, nichtchristlichen baltischen Religion pauschal als unbelehrbare Heiden eingestuft, zu deren christlicher Bekehrung nur das Schwert verhalf. Der Ordenschronist Peter von Dusburg charakterisierte die Litauer um 1326 aus der Perspektive des Deutschen Ordens als „[…] ein mächtiges und überaus halsstarriges und kriegsgeübtes Volk“.

## Kriegsziele

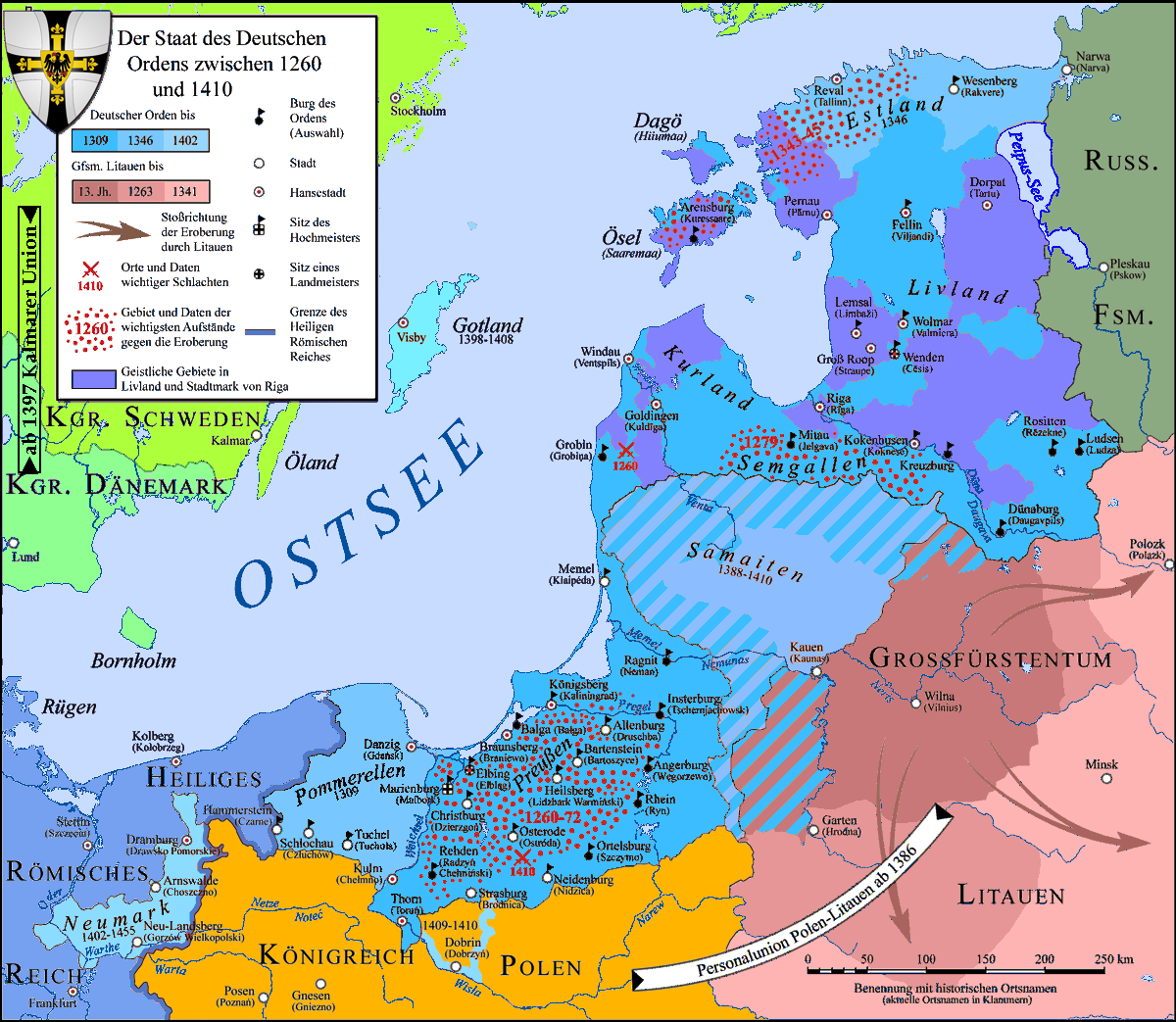
Der Deutschordensstaat und seine Grenzen zum Großfürstentum Litauen 1308–1455

Wichtigstes Kriegsziel des Deutschen Ordens im Baltikum während des 14. Jahrhunderts war die Eroberung Niederlitauens. Damit wollte der Orden eine Landbrücke zwischen seinen beiden Kerngebieten Preußen und Livland gewinnen.
Auf Seiten des Ordens spielte weiterhin der Begriff des Kampfes für das Kreuz Christi, ursprünglich in der Auseinandersetzung mit dem Islam geprägt, eine ideologische Rolle. In West- und Mitteleuropa kam die in unmittelbarer Tradition der Kreuzzüge begründete Kriegsführung nach dem Verlust Akkons im Heiligen Land (1291) zum Erliegen bzw. beschränkte sich auf Nord- und Osteuropa sowie die iberische Halbinsel. Der bewaffnete Kampf zur Bekehrung Ungläubiger blieb indes in der Ordenssatzung des geistlichen Ritterordens festgeschrieben. Auf diese Weise wurde durch die Handelnden Expansionsdrang mit ideologischen Gesichtspunkten verknüpft. Der Konflikt mit den vehement das Sakrament der Taufe ablehnenden und ebenfalls zur Eroberung neigenden Herrschern Litauens verschaffte dem Deutschen Orden und dem von ihm geprägten Staatsgefüge die Legitimation zur kriegerischen Auseinandersetzung mit den „Ungläubigen“, im Zeitgeist des Spätmittelalters.
Obwohl Litauens Großfürsten im 14. Jahrhundert ihre Expansionsbestrebungen aufgrund des sich anbahnenden Machtvakuums im Osten auf regionale Fürstentümer Weißrusslands und die Ländereien der Ukraine richteten, sahen sie ihre Machtposition durch die aggressive Politik des Deutschen Ordens bedroht. Da wegen des Anspruchs des Ordens auf allumfassende Taufe ein ausgleichender Interessenkonsens nicht erreichbar war, begegnete man dem hochgerüsteten Gegner auf gleiche kriegerische Weise. Eine offensive Verteidigung des umstrittenen Samogitiens und damit der Kernlande Litauens hatte stets höchste Priorität. Unter diesem Aspekt erwies sich die Taktik des ständigen Eindringens in die feindlichen Gemarkungen des Ordens als effektiv. Die Aussicht auf reiches Beutegut aus dem wirtschaftlich prosperierenden Deutschordensstaat spielte bei den hartnäckigen Attacken der litauischen Reiterei ebenfalls eine bedeutende Rolle.

## Strategische Ausgangslage

### Der Deutsche Orden

Wappenschild des Deutschen Ordens, getragen wurde das Symbol als einfaches Stoffkreuz auf der rechten Seite des weißen Ordensmantels

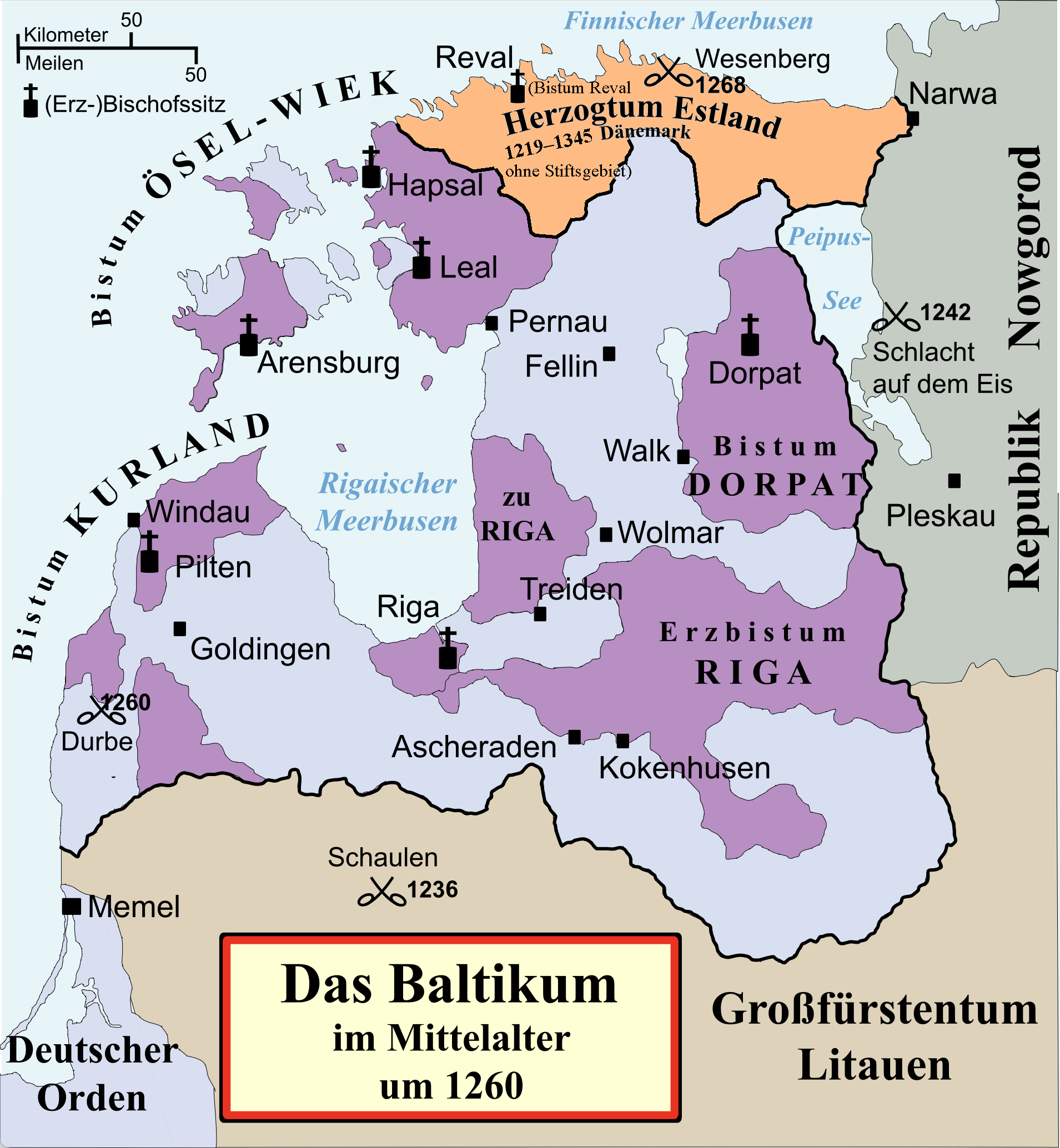
Livländische Konföderation um 1260 mit Lokalisierung der Schlachten bei Schaulen und an der Durbe
Besitz des Schwertbrüderordens bzw. Deutschen Ordens (in Preußen)
Geistlicher Besitz

Der Deutsche Orden, aus den Kreuzzügen in Palästina hervorgegangen, war ein geistlicher Ritterorden. Nach 1230 errichtete der Orden eine ausgedehnte Territorialherrschaft. Sie umfasste das Land der Prußen aufgrund der dem Orden von Kaiser Friedrich II. 1226 verliehenen Goldenen Bulle von Rimini sowie des Vertrages von Kruschwitz mit dem Masowierherzog Konrad Mazowiecki. Dazu kamen nach 1237 große Teile Livlands als Folge der Vereinigung des Deutschen Ordens mit dem livländischen Schwertbrüderorden durch den Vertrag von Viterbo. 1309 bezog der Hochmeister Siegfried von Feuchtwangen sein Domizil auf der Marienburg an der Nogat. Der Deutsche Orden kehrte sich in dieser Zeit endgültig von seinem ursprünglichen Ziel ab, den Kampf um das Grab Christi im Heiligen Land zu führen.
Der Deutsche Orden gliederte sich im 14. Jahrhundert in zwei Landesverbände beziehungsweise Ordenszweige: Preußen und Livland. Obwohl mit der Marienburg und dem dortigen Sitz des Hochmeisters ein nominelles Zentrum der Ordensherrschaft bestand, hielt das Meistertum Livland politisch und militärisch stets einen Sonderstatus inne. In Livland existierte, im Gegensatz zu Preußen, eine Teilung der Einflusssphären zwischen der Ordensgewalt und verschiedenen autonomen Bistümern. Diese ungewöhnliche Machtkonstellation ging auf den Schwertbrüderorden zurück.
Hinzu kam die unterschiedliche Herkunft der Kader beider Ordenszweige: Während in Preußen vorwiegend mittel- und westdeutsche Ordensherren regierten, rekrutierte sich das Korps des livländischen Ordenszweiges überwiegend aus norddeutschen und dänischen Rittern. Darin spiegelte sich die Bindung dieses Landes an die Traditionen der gewaltsamen Missionierung der Liven und Esten Anfang des 13. Jahrhunderts wider: Die Verbreitung des Christentums im nördlichen Baltikum erfolgte über vorhanseatische Seeverbindungen von Stützpunkten wie Lübeck und dem dänischen Seeland aus.
Koordinierte Aktivitäten beider Ordenszweige im Krieg gegen das Großfürstentum Litauen blieben angesichts dieser Konstellation die Ausnahme. Herausragendes Beispiel ist die Abwesenheit des gesamten livländischen Ordenszweiges während der entscheidenden Kampagne von 1410, die zur Katastrophe in der Schlacht bei Tannenberg führte. Der livländische Landmeister Conrad von Vytinghove berief sich auf einen mit dem litauischen Großfürsten Vytautas vereinbarten Waffenstillstand.

### Das Großfürstentum Litauen

Wappen des Großfürstentums Litauen

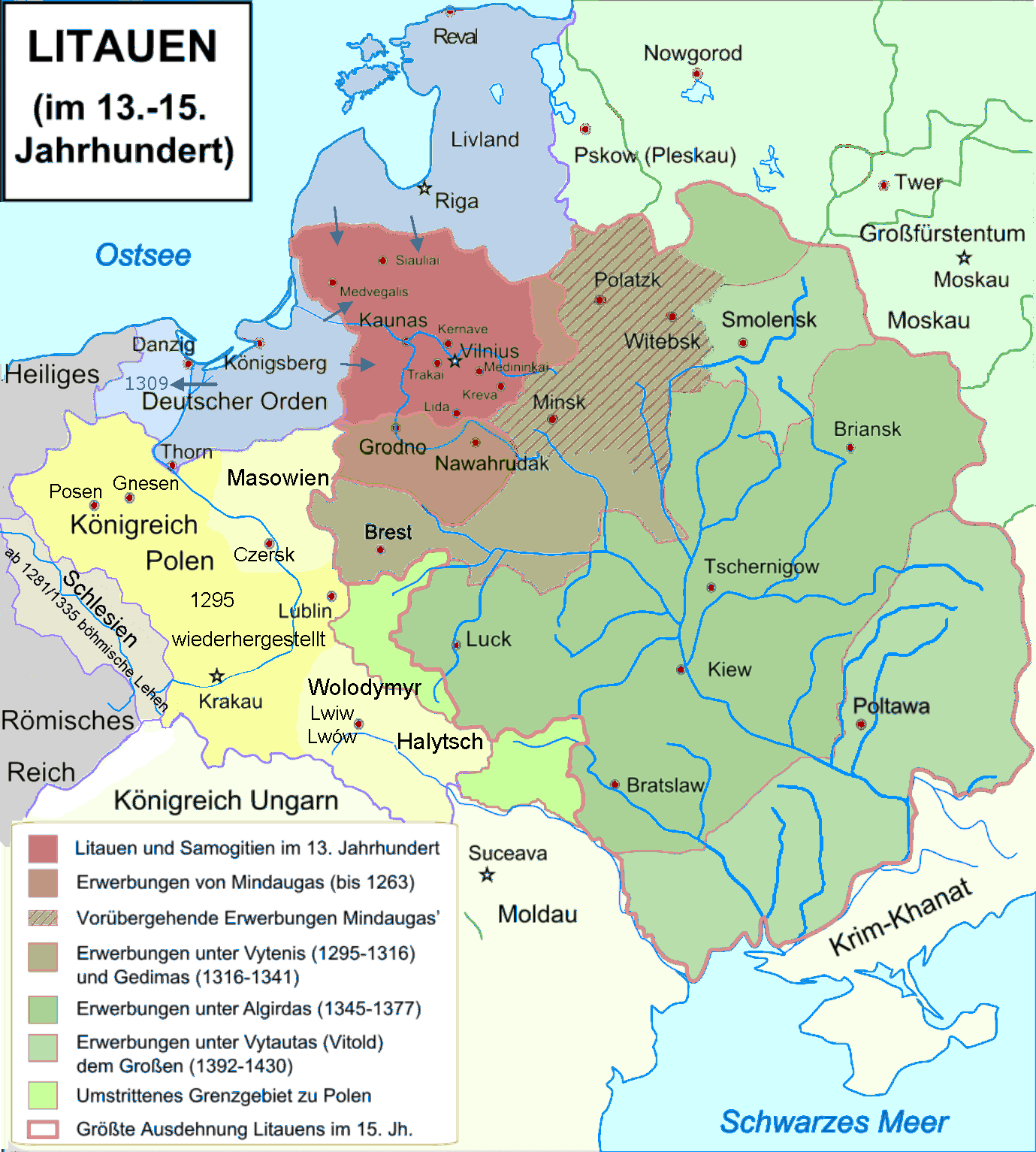
Litauens Expansion nach Südosten unter den Großfürsten Mindaugas, Vytenis, Algirdas und Vytautas – die territoriale Entwicklung während des Spätmittelalters

Litauens Entwicklung zum Großfürstentum begann sich in den ersten Jahrzehnten des 13. Jahrhunderts abzuzeichnen. Unter Fürst Mindaugas war der Einigungsprozess der litauischen Stämme um 1250 im Wesentlichen abgeschlossen. Die regionalen Teilfürstentümer erkannten die Oberhoheit eines Großfürsten an. Dennoch blieb eine gewisse Autonomie der litauischen Führungsschicht bestehen.
Der pragmatische Fürst Mindaugas bediente sich im Machtkampf mit innerlitauischen Kontrahenten auch religiöser Machtmittel. So ließ er sich christlich taufen und empfing auf Weisung des Papstes Innozenz IV. aus der Hand des Erzbischofs von Riga die Königskrone. Nach Überwindung seiner Widersacher und nicht zuletzt auf Druck des inneren Widerstandes erklärte er die Taufe für nichtig und kehrte zum alten Glauben zurück. Mindaugas blieb der einzige christlich gekrönte Monarch Litauens.
Unter Großfürst Gediminas fand Anfang des 14. Jahrhunderts eine allmähliche Zentralisierung Litauens statt, wobei die von Gediminas begründete Stadt Vilnius (Wilna) an Bedeutung gewann. Die Nachfolger Gediminas’ bauten das Großfürstentum zu einer osteuropäischen Großmacht aus. Das infolge des schleichenden Zerfalls der Goldenen Horde entstehende Machtvakuum im Osten Europas wussten die Herrscher Litauens zum eigenen Vorteil zu nutzen. In der zweiten Hälfte des 14. Jahrhunderts bezeichnete man die Großfürsten als „Magnus dux Littwanie ac Rusie“. Der Titel, nach dem Ersten Frieden von Thorn 1410 und dem Gewinn Niederlitauens erweitert zu „Magnus dux Littwanie Samathie et Rusie“ (Großfürst von Litauen, Schameiten und Reußen), zeugt von der Expansion des Großfürstentums im Osten Europas. Dessen ungeachtet konnte der Konflikt mit dem Deutschen Orden erst im anbrechenden 15. Jahrhundert und nur im Verbund mit dem Königreich Polen überwunden werden.

## Vorgeschichte des Konfliktes

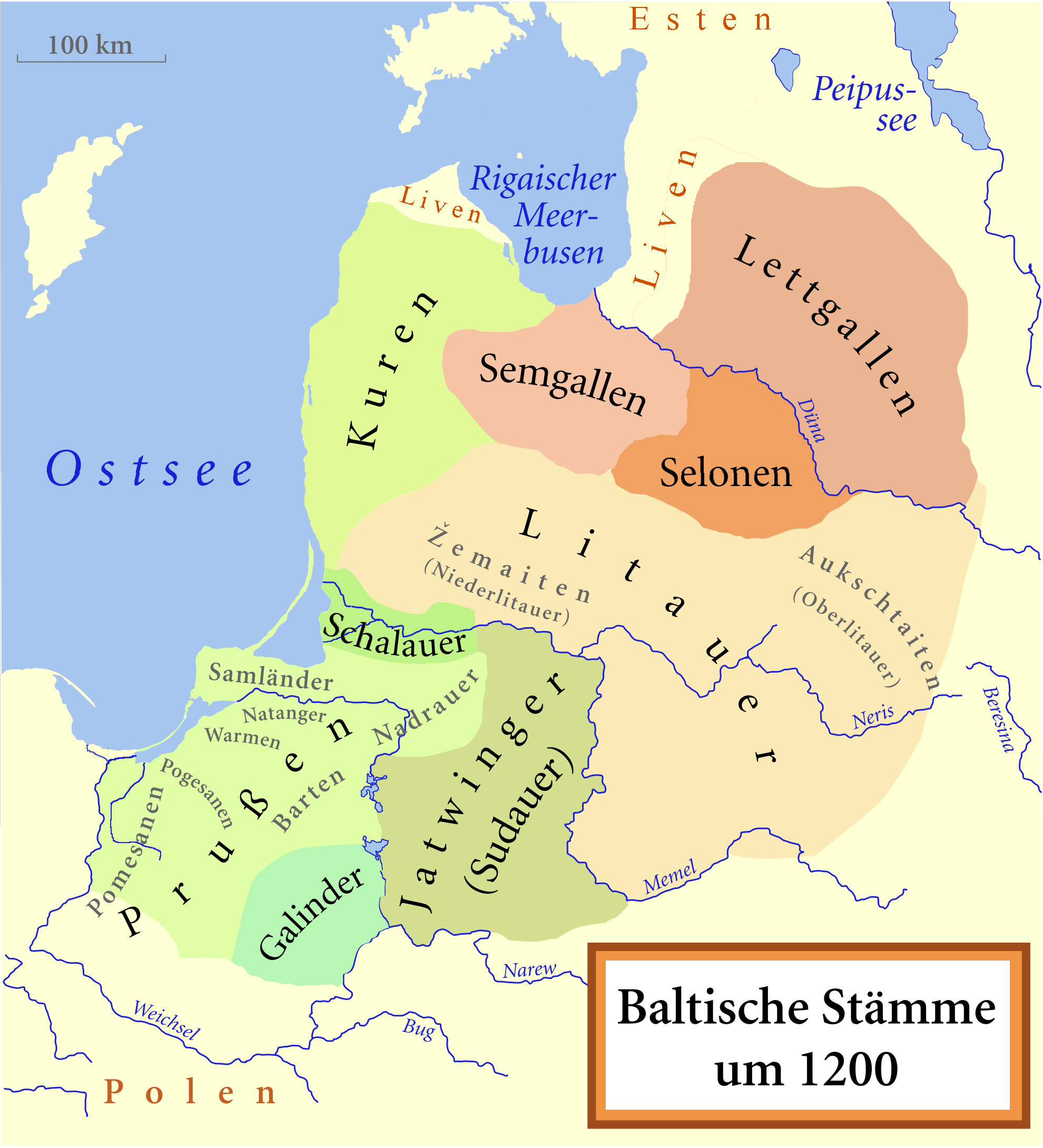
Die Siedlungsgebiete der baltischen Völker kurz vor der um 1200 einsetzenden Christianisierung

Mit dem Eintreffen der ersten Deutschritter unter Hermann Balk 1230 im Kulmerland veränderte sich die Machtkonstellation im gesamten Baltikum zugunsten der römisch-katholischen Kirche. Bisher hatte man im Land der Prußen wie in Litauen Gottheiten wie dem Donnergott Perkūnas gehuldigt.
Bereits in den Dreißigerjahren des 13. Jahrhunderts kam es an den südlichen Grenzen Livlands (Estland) zu ernsthaften Auseinandersetzungen zwischen Christen und den vorwiegend schamaitischen Litauern. Dort hatte der 1202 gegründete Schwertbrüderorden Fuß gefasst. Da Livland an Samogitien grenzte, kam es dort zur ersten folgenschweren Konfrontation zwischen christlichen Rittern und Litauen. Diese Auseinandersetzung fand ihren Höhepunkt im Jahre 1236 in der sogenannten Sonnenschlacht bei Schaulen, in der die Schwertbrüder vernichtend geschlagen wurden. Nach diesem Treffen wurde der geschwächte Schwertbrüderorden auf päpstlichen Schiedsspruch hin (Vertrag von Viterbo) in den Deutschen Orden integriert. Auch nach dem Zusammenschluss gingen die Kämpfe weiter. In der Schlacht an der Durbe im Jahre 1260 wurde die vereinigte deutsch-prußisch-kurische Streitmacht des Ordens unter hohen Verlusten, besonders unter den prußischen Adligen, von Samogiten besiegt. Unmittelbare Folge des litauischen Sieges war der Aufstand der Prußen im bisher befriedeten Preußen, den der Orden erst nach schweren Kämpfen im Jahre 1272 beenden konnte.
Zwischenzeitlich gab es um 1251 unter Mindaugas auch in Litauen Bestrebungen, das Christentum anzunehmen. Das brachte dem Herrscher sogar auf päpstliche Verfügung hin die Königskrone ein. Innenpolitische Richtungskämpfe endeten jedoch schon Ende der fünfziger Jahre des 13. Jahrhunderts mit der Rückkehr zu den alten religiösen Strukturen. In den Jahrzehnten bis 1303 herrschte Ruhe an der europäischen Grenzlinie zwischen Christentum und baltischem Religionskreis, dennoch fielen die Litauer immer wieder mit kleineren Streifzügen vornehmlich in Livland ein.

## Geschichte der Auseinandersetzung

### Die Jahre 1303 bis 1386

#### Der Konflikt unter dem Großfürsten Vytenis 1303–1316

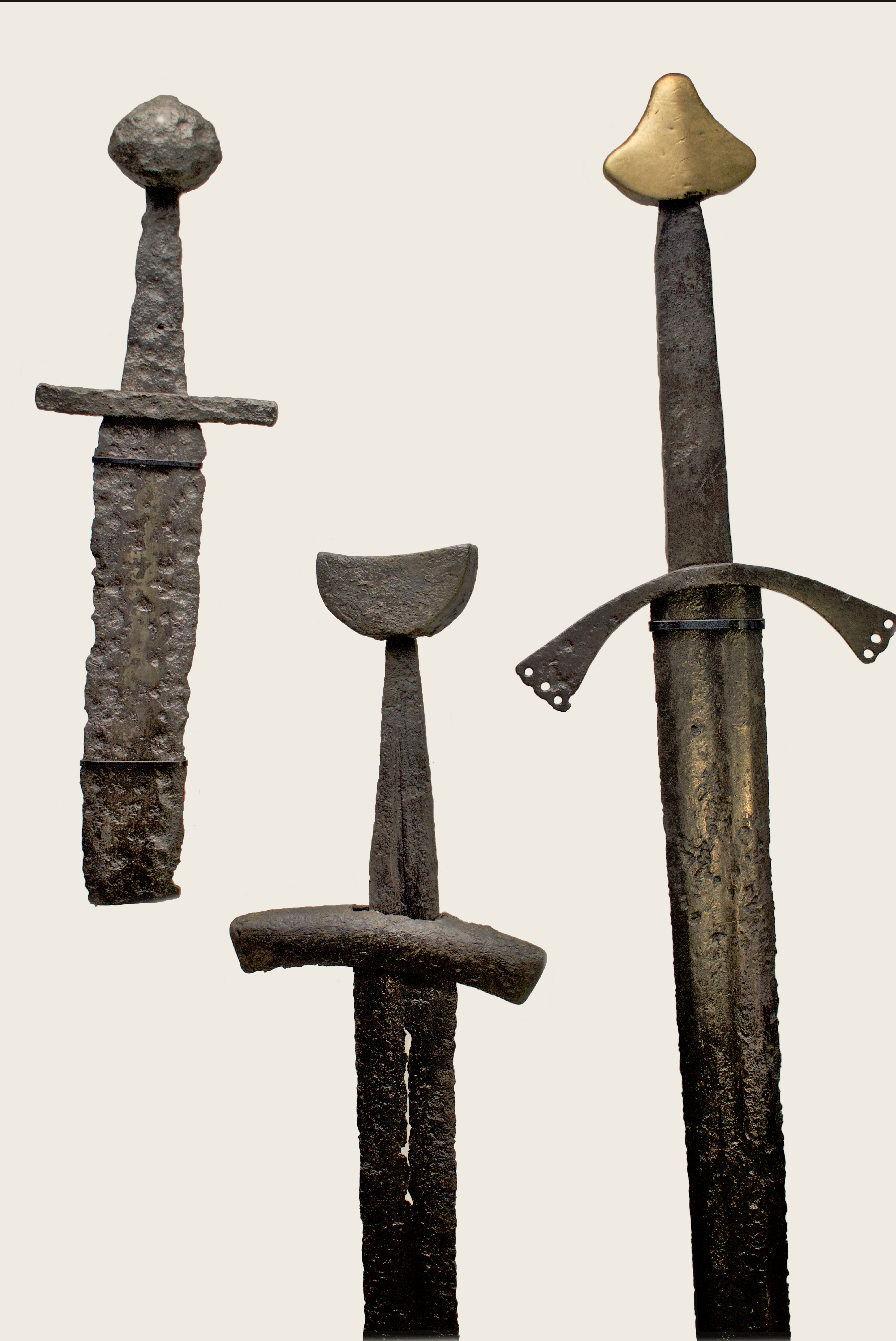
Litauische Schwerter aus dem 13. Jahrhundert

Nach den kriegerischen Auseinandersetzungen in der Mitte des 13. Jahrhunderts flammte der baltische Konflikt mit der Inthronisierung des litauischen Großfürsten Vytenis nach 1303 wieder auf. Dieser Großfürst (lit. didysis kunigaikštis) suchte die Konfrontation mit seinem westlichen und nördlichen Anrainer, indem er bis zu 2000 leichtbewaffnete, bewegliche Reiter in die Grenzmarken entsandte. Der Orden, der nach dem endgültigen Sieg 1283 über die Prußen konsolidiert schien, drang seinerseits mit Streifzügen leichtbewaffneter Reiter, durch wenige schwer gerüstete Ritter unterstützt, von Semgallen und Schalauen aus in die litauischen Gebiete ein. So brach der Krieg Anfang des 14. Jahrhunderts in ganzer Härte aus. Er blieb gekennzeichnet durch unregelmäßige Vorstöße beider Kontrahenten.
Schon 1298 hatte es einen Angriff auf den livländischen Ordenszweig gegeben, wobei Vytenis im Bund mit dem Erzbischof von Riga Ländereien in Kurland zerstörte. Nach anfänglichen Erfolgen wurde diese Streitmacht in der Schlacht bei Turaida aufgerieben. Die Attacken kleinerer litauischer Streifscharen auf Preußen ab 1303 lenkten die Aufmerksamkeit der preußischen Ordensritter auf die litauische Bedrohung. Die Entscheidungsträger des Ordens beschlossen deshalb, sie durch militärische Gewalt zu unterbinden. Der Orden plante anfangs, ganz Litauen, ähnlich wie das Prußenland, dem Ordensstaat einzugliedern, jedoch mussten diese Pläne bald aufgegeben werden. Man beschränkte sich auf die Okkupation Niederlitauens, wo man feste Häuser für eine spätere Fortführung des Kampfes errichten wollte.
Die eigentlichen Kampfhandlungen begannen 1303 mit vereinzelten Angriffen litauischer Scharen auf das befriedete preußische Kernland. Nach vielen Jahren relativer Ruhe ergriff der Orden daraufhin seinerseits die Initiative: Die Banner der Ordensritter griffen in Niederlitauen an.
In den östlichen preußischen Grenzmarken wurden, einerseits zu Verteidigungszwecken, andererseits zum Rückhalt offensiver Handlungen in Litauen selbst, Trutzburgen, im Sprachgebrauch der Zeit als feste Häuser bezeichnet, errichtet.

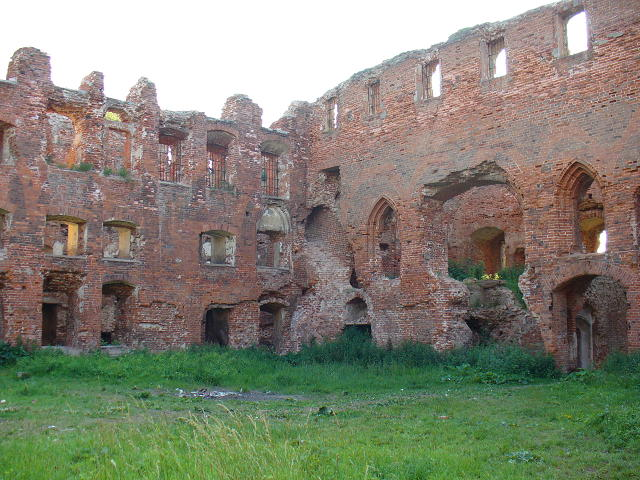
Ruine der Ordensburg Ragnit

Die dort stationierten Garnisonen bestanden aus einigen Rittern, zahlreichen Kriegsknechten und berittenen Schildknappen. Diese Garnisonen wurden allerdings nur im Bedarfsfall zu Offensivaktionen in Litauen herangezogen. Strategisch gesehen stellten die Trutzburgen des Ordens ein bedeutendes Bedrohungspotential nahe der Grenze zu Litauen dar. Die bekanntesten dieser Festungen waren Ragnit, Burg Splitter und Georgenburg.
Der litauische Großfürst Vytenis reagierte und suchte mit seinen berüchtigten Reitern das zum polnischen Reichsverband gehörende Fürstentum Masowien und die bisher ungeschützten südlichen preußischen Grenzregionen heim. Einer der schwersten Litauereinfälle jener Jahre ereignete sich 1311, als 4000 berittene Krieger das Ermland bis Braunsberg durchzogen. Es gelang den Ordensrittern unter dem Ordensmarschall Heinrich von Plötzke, die Eindringlinge zurückzuschlagen, jedoch wurzelte seither die allgemeine Furcht vor den „wilden Heiden“ in der Landbevölkerung tief.
Der letzte größere Angriff des Großfürsten Vytenis auf das Ordensland erfolgte im Oktober 1315, bald darauf verstarb er. Der Krieg ging dennoch weiter.

#### Der Konflikt unter dem Großfürsten Gediminas 1316–1345
Ritter des Ordens, oft auch in Begleitung sogenannter Preußenfahrer, setzten in der Folge die Raubzüge unter dem Zeichen des Kreuzes in Niederlitauen fort.

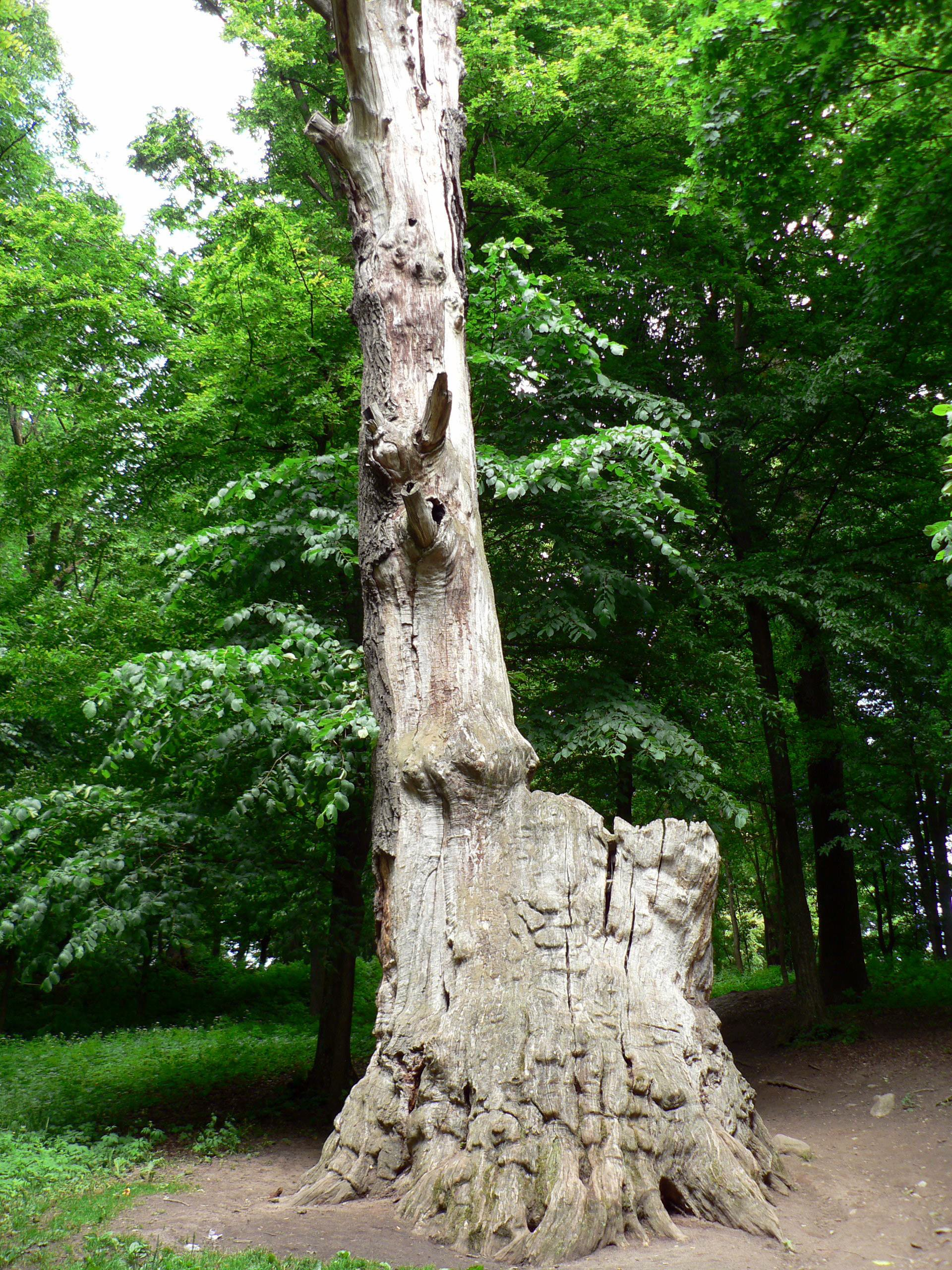
Die Eiche von Raudone, unter der Gediminas, der Überlieferung zufolge durch einen Armbrustbolzen tödlich verwundet wurde

Unter Großfürst Gediminas von Litauen intensivierten sich die Kampfhandlungen beiderseits der Grenzen. Dieser Herrscher schloss in den Jahren 1325–1328 mit dem verfeindeten Polenkönig Władysław I. Ellenlang einen Waffenstillstand, der durch dynastische Heiratspolitik untermauert wurde, um den ständigen Angriffen der Ordensritter zu begegnen. Die polnische Krone war durch den Streit um die Herrschaft in Pommerellen gegenüber dem Orden zunehmend feindlicher eingestellt, was in den Jahren 1330/31 sogar zu einem Schutz- und Trutzbündnis zwischen dem Großfürsten Gediminas und dem Polenkönig gegen den Deutschen Orden führte.
Im Winter des Jahres 1329 erschien der böhmische König Johann von Luxemburg mit starker Heeresmacht zum „Heidenkampf“ im Ordensland. Im Bündnis mit diesem mächtigen Preußenfahrer gelang den Ordensrittern die Einnahme einiger wichtiger Trutzburgen in Samogitien/Niederlitauen. Wegen der Eskalation des Konfliktes mit dem Königreich Polen musste auf die Eroberung weiterer Gebiete vorerst verzichtet werden, zumal Johann von Luxemburg sein Kreuzzugsgelöbnis als erfüllt betrachtete und das Ordensland wieder verließ.
Durch den 1330 ausbrechenden kriegerischen Konflikt des Deutschen Ordens mit dem Königreich Polen geriet das Großfürstentum Litauen vorerst aus dem Fokus der Ordensritter.
Nach Erfolgen der Ordensheere gegen Polen – so wurde 1331 das polnische Kujawien besetzt – überschritt im Jahr 1336 eine starke Streitmacht des Ordens wiederum unter Beteiligung Johanns von Luxemburg sowie seines Schwiegersohnes Heinrich XIV. von Bayern den Fluss Memel in Niederlitauen und griff die bedeutende Burg Pilenai an. Die Burg wurde gestürmt, man ging daran, zu Ehren des im Felde bewährten Bayernherzogs, die sogenannte Bayerburg, von der Litauer Seite „Raudonpilis“ bezeichnet, als künftigen Hauptstützpunkt in Niederlitauen zu errichten. Nach Abzug eines Großteils des Ordensheeres wurde diese durch die Litauer unter Gediminas, der nach örtlicher Überlieferung unter einer noch heute vorhandenen Eiche vor der Bayerburg tödlich verwundet wurde, erstürmt und zerstört. Der Großfürst starb nachweislich 1341, die Kampfhandlungen flauten daraufhin aufgrund dynastischer Erbstreitigkeiten vorerst ab.

#### Der Konflikt unter den Großfürsten Algirdas und Kęstutis 1345–1382
Nach 1344 verschärfte sich der Konflikt wieder, nachdem die beiden Söhne des Großfürsten Gediminas Algirdas und Kęstutis ihre Herrschaft etablieren konnten. Litauen expandierte unter Algirdas Herrschaft nach Südosten, während Kęstutis Herrschaftsgebiet sich in die westlichen Gaue Litauens, darunter Samogitien, erstreckte. Kęstutis Präsenz verursachte bis zum Ende der Vierzigerjahre des 14. Jahrhunderts verheerende Einfälle litauischer Reiterscharen ins Ordensland. Zwar gelang es 1348 dem damaligen Großkomtur Winrich von Kniprode, Kęstutis in der Schlacht an der Streva einen empfindlichen Schlag zu versetzen, jedoch blieb die massive Bedrohung der preußischen Kernlande bestehen.
Unter dem Hochmeister Winrich von Kniprode trat ab 1352 eine Ruhephase innerhalb der Grenzen des Ordenslandes ein. Kaiser Karl IV. bot 1358 dem litauischen Großfürsten Frieden bei Übernahme des Christentums an. Die Bedingung Algirdas' für diesen Friedensvertrag war allerdings der Abzug des Deutschen Ordens aus dem baltischen Raum, was für den Kaiser aufgrund vielschichtiger Bindungen an den Deutschen Orden nicht akzeptabel war. Die wechselseitigen Verwüstungszüge gingen unverändert weiter. Im Jahre 1361 gelang dem Ordensmarschall Henning Schindekopf und seinem „Ordensgast“ König Ludwig von Ungarn die Gefangennahme Kęstutis. Kęstutis konnte hingegen 1362 aus der Marienburg entkommen. Ein weiterer Erfolg gelang einem Ordensheer im April 1362, indem es die tief im litauischen Kernland gelegene Burg Kaunas zerstörte.

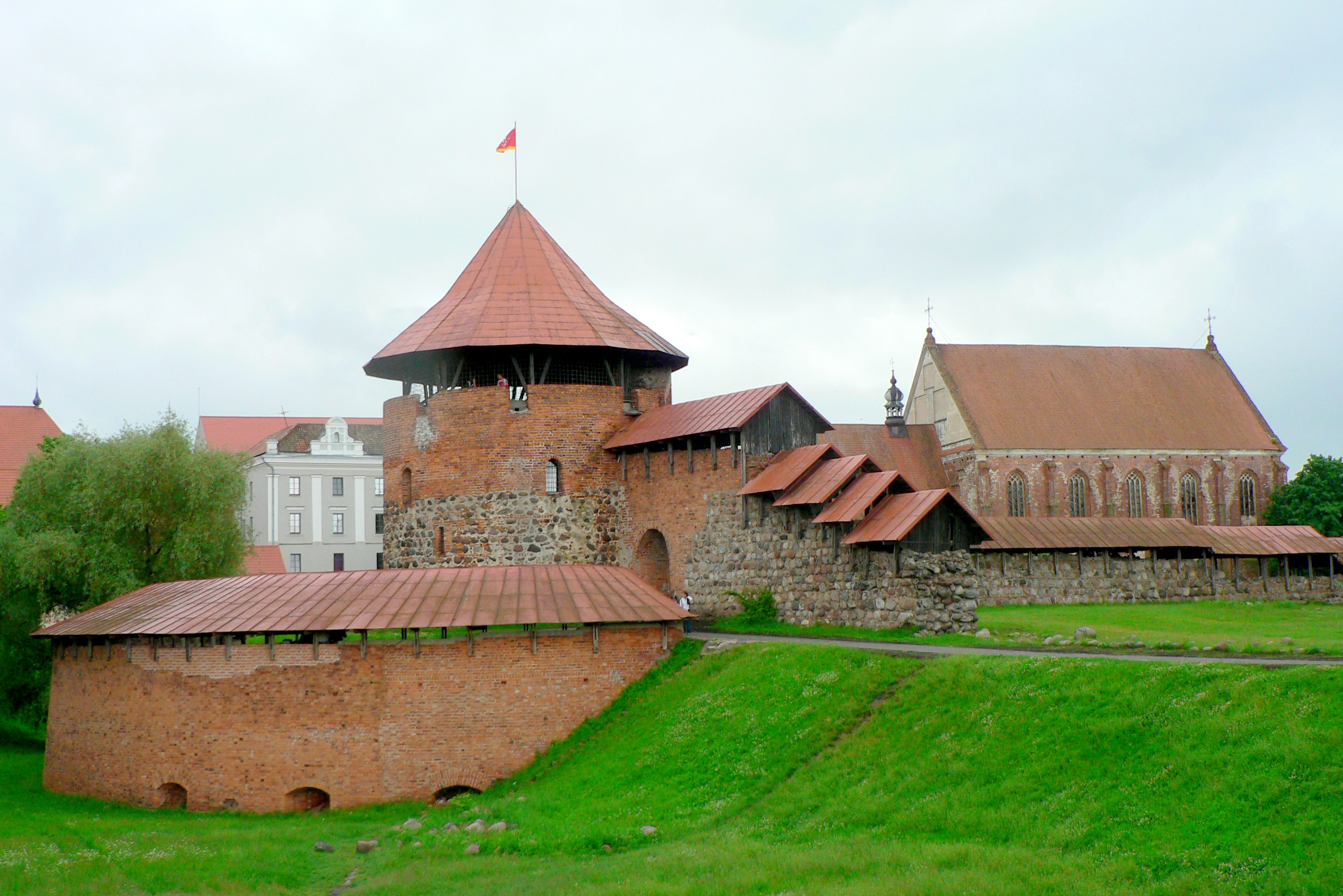
Teilweise rekonstruierte Ruine der Burg Kaunas

Unter dem Ordensmarschall Henning Schindekopf begann eine Periode wechselseitiger Verwüstungszüge, ohne den jeweiligen Gegner dabei nachhaltig schwächen zu können. Ungefähr zwanzig größere „Heidenzüge“ unternahm der Deutsche Orden in den Jahren von 1362 bis 1370 gegen Litauen. Im Februar 1370 kam es zu einer Entscheidungsschlacht. Kęstutis und sein Bruder Algirdas versammelten Aufgebote aus Litauen, tributpflichtige Russen und Tataren an den Grenzen des Ordenstaates unweit Königsbergs. Der preußische Ordenszweig unter Hochmeister und Ordensmarschall trat den plündernd heranziehenden Angreifern mit seiner gesamten Streitmacht in der Schlacht bei Rudau entgegen. Unter schweren Verlusten gelang es dem Ordensheer, das zahlenmäßig weit überlegene Heer der Litauer zu besiegen und zurückzudrängen. Als Folge trat in den Grenzgebieten vorerst Ruhe ein.
Weitere Vorstöße des Ordens, massiv unterstützt durch Preußenfahrer, führten teilweise bis Vilnius und Trakai. Sie zogen erbitterte „Strafexpeditionen“ der in den Folgejahren wiederum von Kęstutis angeführten Litauer nach sich.

### Die Jahre 1386 bis 1409

#### Machtkämpfe im Großfürstentum Litauen sowie die polnisch-litauische Union
Ein Umschwung setzte schon 1377 mit dem Tod des Großfürsten Algirdas ein. In Litauen entbrannte ein Machtkampf zwischen den Söhnen von Algirdas und dessen Bruder Kęstutis und seinem Sohn Vytautas. Wechselnde Bündnisse mit dem bisherigen Hauptgegner im Westen und Norden wurden nun völlig ungeachtet des Religionsbekenntnisses geschlossen. Ordensritter unterstützten beispielsweise nach dem Geheimkontrakt von Daudisken um 1380 Algirdas' Primärerben Jogaila durch Angriffe auf Kęstutis' Herrschaftsgebiet. Während Kęstutis, der bisher mitregierende Bruder des verstorbenen Großfürsten Algirdas, 1382 den innenpolitischen Konflikten mit Jogaila zum Opfer fiel, entkam sein Sohn Vytautas aus der Gefangenschaft seines Vetters. Vytautas verständigte sich in der Folge mit dem Deutschen Orden auf gemeinsames Vorgehen im Machtkampf gegen Jogaila und den mit ihm verbündeten Niederlitauern.
Der Machtkampf eskalierte bis zum Sommer des Jahres 1384, als eine eklatante Veränderung der bisherigen Machtkonstellationen eintrat. Jogaila („Jagiello“ in manchen Geschichtsbüchern) bot sich dem polnischen Adel als Prätendent um den vakanten polnischen Thron an, indem er um die Hand Hedwigs von Polen anhielt. Das setzte allerdings sowohl seinen Übertritt (und damit auch Litauens) zur römisch-katholischen Kirche, als auch eine Klärung der innerpolitischen Machtkonstellation im Großfürstentum Litauen voraus. Jogaila sah sich gezwungen, eine Einigung mit seinem Vetter Vytautas herbeizuführen, wobei er dessen Ansprüche weitgehend akzeptierte. Jogaila wurde im Jahre 1386 als Gemahl Hedwigs I. zum König von Polen gekürt. Durch die Union von Krewo entstand so eine nominelle Monarchie in Form einer Personalunion mit Polen und Litauen. Da der litauische Adel jedoch auf Eigenständigkeit bestand, räumte der neue polnische König seinem Vetter Vytautas zusätzliche Befugnisse in Litauen ein. Vytautas benötigte infolge seiner Politik der Ostexpansion Handlungsfreiheit, deshalb bestätigte er dem Orden 1398 im Vertrag von Sallinwerder die Besitzrechte an Niederlitauen. Dieser Vertrag wurde 1404 auch von Jogaila in seiner Eigenschaft als König von Polen ratifiziert.

#### Die strategische Position des Deutschen Ordens im ausgehenden 14. Jahrhundert

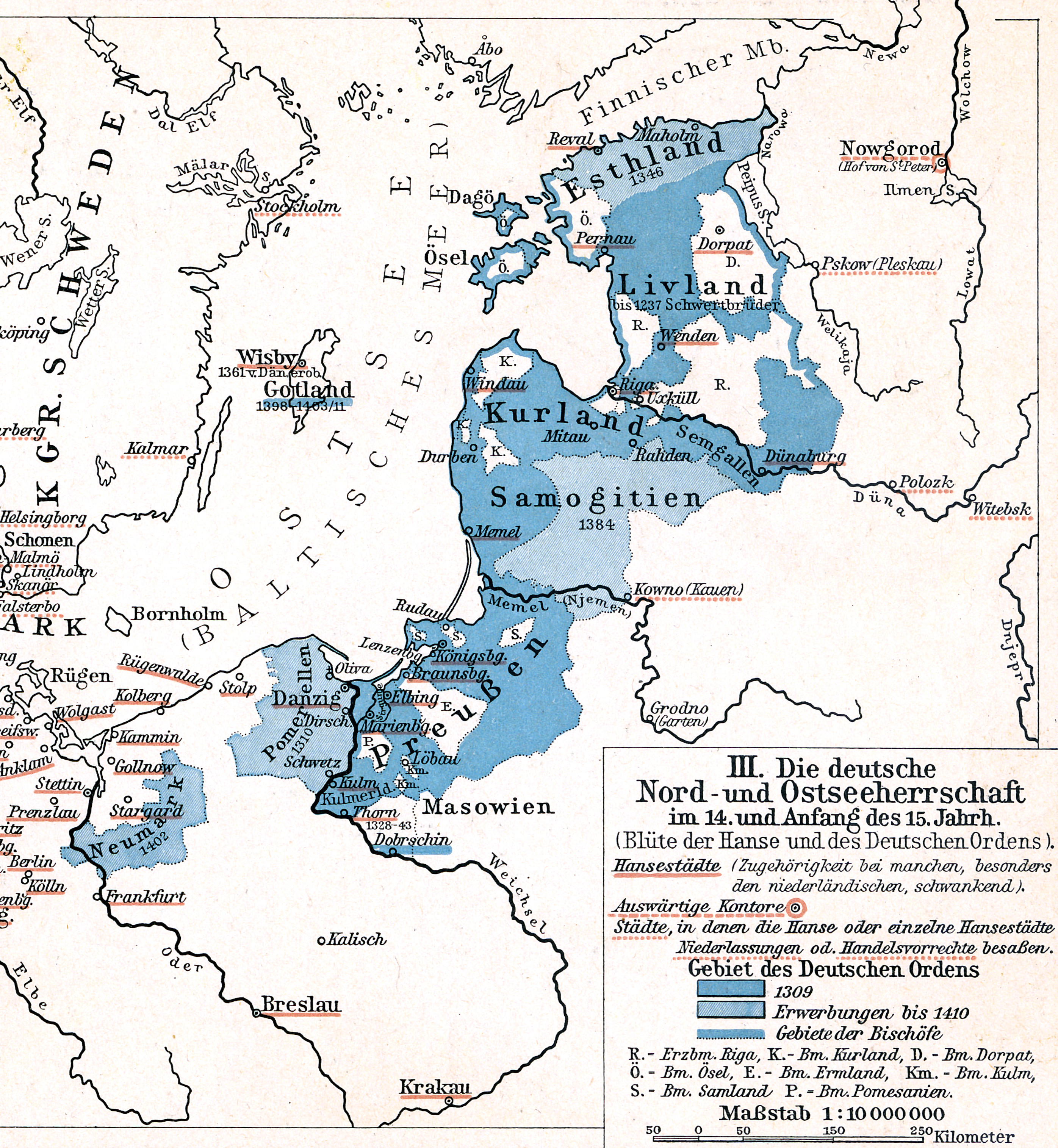
Deutschordensland im Jahre 1410

Die maßgeblichen Würdenträger des Ordens beobachteten diese politische Entwicklung mit wachsender Skepsis. Jogailas Thronbesteigung als Wladyslaw II. in Verbindung mit der nun einsetzenden Christianisierung Litauens stellte den Deutschen Orden vor ideologische und militärische Probleme. Eine gewaltsame Missionierung von Heiden war seine offizielle Legitimation, wie es in den vergangenen Dekaden stets verkündet wurde. Deshalb stellte der Orden die im Zuge der polnisch-litauischen Union einsetzende Christianisierung Litauens weiterhin in Frage. Man berief sich darauf, dass diese Missionierung in Form von Massentaufen vollzogen wurde, so dass eine „wirkliche Bekehrung zum guten Glauben Jesu“ seitens der Litauer unwahrscheinlich blieb. Auf Ersuchen von Vytautas und Jogailas erließ Papst Bonifatius IX. 1403 eine Bulle, in der dem Orden untersagt wurde, gegen Litauen Krieg zu führen.
Der Grund der Klage hatte jedoch einen anderen Ursprung: Die militärische Bedrohungslage des Deutschordensstaates verschärfte sich durch das südlich angrenzende Königreich Polen dramatisch. Infolge der nie akzeptierten Annexion Pommerellens im Jahre 1309 und des daraus 1330 resultierenden Konfliktes herrschte bei Polens Adel eine feindselige Einstellung gegen den Orden vor. Ergänzt wurde dieses latente Bedrohungspotenzial nun durch das seit jeher feindliche Großfürstentum Litauen, so schien neben der südlichen auch die östliche Grenze des Deutschordensstaates gefährdet.
Mit der vernichtenden Niederlage Vytautas’ in der Schlacht an der Worskla gegen die Goldene Horde im Jahre 1399 setzte ein entscheidender Umschwung in dessen Außenpolitik ein. Suchte er bisher den Orden zu gewinnen, um einen Rückhalt bei seinen strategischen Ambitionen im Osten zu haben, ergriff er nun in Niederlitauen die Initiative. Mit Unterstützung der Niederlitauer, die mit der Ordensherrschaft unzufrieden waren, eskalierte der Konflikt erneut.
Der Orden allerdings wurde dem ihm im Vertrag zu Sallinwerder zugebilligten Verwaltungsrecht in Niederlitauen nie gerecht. Eine offizielle Bulle des Papstes aus dem Jahre 1403 vermochte ebenfalls nicht, administrativ begründete Übergriffe örtlicher Vasallen des Ordens zu verhindern. Der Widerstand der eingesessenen litauischen Bevölkerung gegen die rigorose Eintreibung von Kirchenzehnten sowie weiteren kirchenrechtlich begründeten Abgaben provozierte überaus restriktive Maßnahmen des Ordens. Darauf folgte wiederum um 1409 eine umfassende Empörung des niederlitauischen Adels, der bis dahin dem Orden loyal gegenüberstand.

### 1410 bis 1422 – Entscheidungsschlacht bei Tannenberg und Friedensschlüsse
Klageschriften der unter der Gewaltherrschaft des Ordens aufbegehrenden niederlitauischen Bevölkerung erreichten sowohl die Kurie als auch zahlreiche Kanzleien europäischer Fürsten und die wichtigen Städte Westeuropas. Von Großfürst Vytautas begünstigt, brach in Niederlitauen von 1401 bis 1404 der Erste Samogiten-Aufstand aus, den Vytautas mit einem Friedensschluss beenden musste, welcher die Besitzansprüche des Ordens auf Samogitien bestätigte. 1409 unterstützte Vytautas unverhohlen auch den Zweiten Samogiten-Aufstand, was Wladyslaw II. (Jogaila) als königlicher Repräsentant des polnischen Staates ausdrücklich billigte. Diese offene Unterstützung des Aufruhrs in einem vom Orden beanspruchten Herrschaftsgebiet veranlasste den Hochmeister des Deutschen Ordens Ulrich von Jungingen, die Entscheidung auf dem Schlachtfeld zu suchen. Nach einem Eklat auf der Marienburg im August 1409 mit den Abgesandten des Königreichs Polen und darauf erfolgender Übersendung des Fehdebriefes durch den Herold des Hochmeisters an den König kam es zum in der Ordensterminologie so genannten „Großen Streythe“.

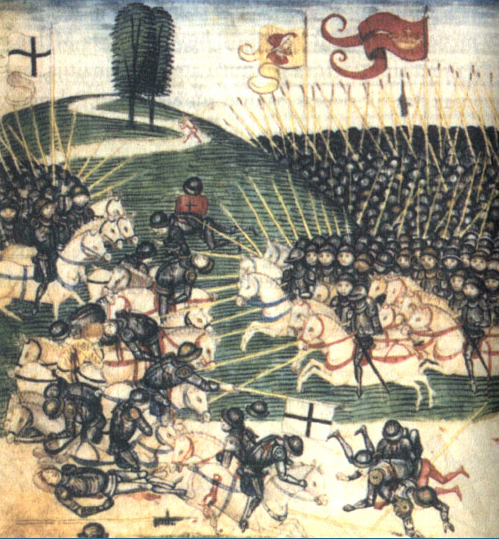
Die Schlacht bei Tannenberg; Illustration aus dem Luzerner Schilling von Diebold Schilling dem Jüngeren; um 1515

Der Orden fiel nun zunächst in Großpolen ein und nahm mehrere Burgen ein. Im Herbst 1409 wurde unter Vermittlung des römisch-deutschen Königs Wenzel ein Waffenstillstand ausgehandelt. Im darauf folgenden Jahr kam es zur Entscheidungsschlacht mit der katastrophalen Niederlage des Ordens in der Schlacht bei Tannenberg (die polnische Geschichtsschreibung spricht von der Schlacht bei Grunwald; die litauische Historie bezeichnet die Örtlichkeit als Žalgiris) am 15. Juli 1410. In einer mehrmonatigen, erfolglosen Belagerung der Marienburg konnten die Polen anschließend jedoch den Hauptsitz des Ordens nicht einnehmen.
Im Ersten Frieden von Thorn 1411 musste der Deutsche Orden unter anderem auf den Besitz Samogitiens verzichten und wurde neben immensen Reparationsleistungen gezwungen, weitere Missionierungsversuche in Litauen zu unterlassen, welches mittlerweile auch aufgrund polnischen Einflusses weitgehend zum Christentum übergetreten war. Dies setzte eine innere Krise des Ordens in Gang und beendete die expansionistischen Ambitionen des Deutschen Ordens gegenüber Litauen.
Als der neue Hochmeister Heinrich von Plauen sich 1413 dem Schiedsspruch des kaiserlichen Gesandten Benedikt Makrai widersetzte, welcher das rechte Memelufer dem litauischen Großfürstentum zugesprochen hatte, wurde er von Michael Küchmeister abgesetzt, der angesichts der momentanen Schwäche des Ordens einen Frieden mit Polen suchen wollte. Da auch er den Schiedsspruch Makrais ablehnte, fielen die Polen im Hungerkrieg 1414 in das Ermland ein, mussten sich aber letztlich wieder zurückziehen.
Es folgten nun mehrfach durch verschiedene Konfliktvermittler verlängerte Waffenstillstände, die für den Orden äußerst kostspielig waren, da er zugleich durch die vergangenen Kriege und Reparationen geschwächt war, teure Verhandlungen auf dem Konzil von Konstanz und später andernorts führen musste und für den alljährlich denkbaren Abbruch der Verhandlungen Truppen ausheben und ausrüsten musste. Erst 1422 kam es zur endgültigen Festlegung der Grenzen zu Litauen im Friede vom Melnosee. Diese sollten bis zum Ende des Ersten Weltkrieges Bestand haben.

## Heerwesen und Taktik der Kontrahenten

### Das Heer des Ordens im 14. Jahrhundert
Ein in Litauen angreifendes Ordensheer gliederte sich, wie im Spätmittelalter üblich, in Ritter, Knappen, Schildknechte, Schützen und Speerträger. Die schwer gewappneten Reiter bildeten dabei eine verschwindend geringe Minderheit (Ritter und Schildknappen); nur bis zu zehn Prozent des Heeres bestanden im Allgemeinen aus berittenen Schwergerüsteten.
Eine spezifische Eigenart des Ordensheeres bestand darin, dass die schwer gepanzerten Ritter in einer Formation zusammengefasst angriffen. Diese Vorgehensweise, aus den taktischen Erfahrungen der Kämpfe im Heiligen Land stammend, erwies sich auch in Nordosteuropa gegen den Litauer Heerbann als erfolgreich. Eine solche Attacke geschah hingegen ausschließlich unter günstigen Bedingungen, wie freiem Felde oder lichtem Wald. Da die Litauer Krieger schnell lernten, dem vernichtenden Reiterangriff auszuweichen, bestritten daher zumeist leicht gerüstete Knappen oder einfache Ordensknechte die, nunmehr aus dem Hinterhalt, geführten Gefechte mit den Litauern.
In der Gedankenwelt des Spätmittelalters stand der Kampf für das Kreuz in Einklang mit den anzustrebenden Zielen eines Ritters in einer Zeit der immer mehr verfallenden Ideale des Rittertums. Gerade für jüngere Ritter des Ordens stand daher der aktive Kampf gegen den „heidnischen“ Feind im Mittelpunkt ihres Daseins. Dagegen wurden alltägliche Aufgaben in Verwaltung oder Administration als lästige Pflicht wahrgenommen. Zu dieser Sichtweise trug die äußerst konservative Liturgie des Ordens bei. Der Tagesablauf in Friedenszeiten war minutiös geregelt.
Derartigen internen Gegebenheiten innerhalb der Korporation des Ordens entsprach die Neigung des westeuropäischen Adels, sich ab 1300 mit den Traditionen der Kreuzzüge zu identifizieren. Fürsten und deren Gefolge, dazu Grafen, Ritter sowie deren Knappen begaben sich in der Folge zum „Heidenkampf“ auf sogenannte „Kriegsreisen“ nach Preußen. Der Deutsche Orden wusste diese nicht unerhebliche Erhöhung seines militärischen Potenzials im Sinne seiner Ziele zu nutzen und förderte diese Neigungen in jeglicher Weise. So gab der jeweilige Hochmeister sogenannte „Ehrentische“ für besonders verdiente Ordensgäste, die zumeist dem westeuropäischen Hochadel entstammten.
Der sich neben dem Zuzug adliger Gäste zunehmend über die Hanse abwickelnde rege Kontakt zum Westen Europas ermöglichte dem Orden unter anderem die herausragende kriegstechnische Ausstattung seiner Rüstkammern. So wurden bereits 1362 beim Beschuss von Kaunas Feuerwaffen in Form von Steinbüchsen verwendet. Durch das Handelsmonopol von begehrten Gütern wie Bernstein erzielte der Orden mit Steuern und Zollabgaben eine Liquidität, die es ihm ermöglichte, rüstungstechnisch stets seinem litauischen Gegnern überlegen zu bleiben.

### Taktiken der Ordensritter

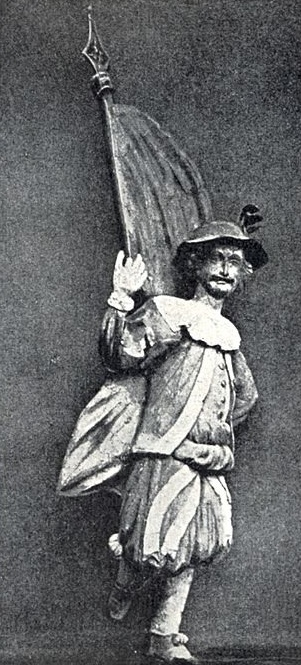
Statue von Hans von Sagan in Königsberg

Angriffe der Ritter sowie des Gefolges erfolgten vorerst nach im Prußenland bewährten Taktiken. Die Aufgebote der Ordensritter zogen entlang von Flüssen, wodurch die erforderliche Versorgung der Kämpfer über getreidelte Kähne gesichert werden konnte. Im Inneren Litauens erwies sich diese Vorgehensweise als unwirksam, da sich schiffbare Wasserwege mit Sümpfen abwechselten. Daher veränderten die Ordensritter ihre Taktik und verlegten ihre Angriffsoperationen in die Wintermonate. Durch den jetzt herrschenden Frost wurde die sumpfige Landschaft für Berittene bedeutend besser passierbar. Die Heeresteile bestanden größtenteils aus berittenen Abteilungen unter Einsatz von Schlitten und dem Heer vorausziehenden landeskundigen Spähern. Diese Abteilungen hatten zumeist eine Stärke von bis zu 1000 Mann. Unter günstigen Umständen, wie umfangreichem Zuzug westeuropäischer Preußenreisender, konnten allerdings bis zu 5000 Kämpfer unter Oberbefehl des Ordens mobilisiert werden. Diese Streifzüge dauerten zumeist um die vier Wochen und sicherten dem Ordensheer in dem schwer zugänglichen Litauen ein zeitweiliges zahlenmäßiges Übergewicht. Den Heeren stellte sich bei diesen Streifzügen im Allgemeinen wenig Widerstand entgegen. Die Litauer beschränkten sich aufgrund der örtlichen und nur zeitweiligen Übermacht der Ordensritter auf passiven Widerstand und flohen aus den verstreuten Siedlungen in sogenannte Trutzburgen.
Größere Kampfhandlungen im Inneren Litauens fanden daher zumeist im Umfeld solch fester Burgen wie zum Beispiel Pistene oder Veliuona statt. Mehrfach wurden die meist leicht befestigten Burgen Litauens, bestehend aus Wällen und Holzbefestigungen, erstürmt oder verbrannt, wie zum Beispiel 1362 die Burg von Kaunas. Die Heere des Deutschen Ordens verzichteten allerdings in vielen Fällen auf umfangreiche (weil versorgungs- und zeitintensive) Belagerungen. Man beschränkte sich demnach in den meisten Fällen auf die Verwüstung von ungeschützten Weilern oder Dörfern sowie das Einbringen möglichst hochrangiger Gefangener. Dieser Aspekt verdient besondere Beachtung, da mit solchen Maßnahmen, wie der Einkerkerung litauischer Adelsangehöriger, diese zum Übertritt zum Christentum gezwungen werden sollten.
Bei der Abwehr litauischer Angriffe auf das Ordensland bediente man sich kurzfristig des Aufgebotes aus landeseigenen Ressourcen. Beispielhaft für dieses Vorgehen ist der Verlauf der Schlacht bei Rudau, in der Angehörige der Königsberger Handwerksgilden entscheidend den Verlauf des Treffens beeinflussten. Diese Tatsache fand Aufnahme in die Legende um Hans von Sagan, einem aufgrund seines Wagemutes geadelten Schustergesellen.

### Die Streitmacht der Litauer Großfürsten im 14. Jahrhundert
Der Kern des militärischen Aufgebotes Litauens bestand im 14. Jahrhundert zum größten Teil aus Berufskriegern, die sich aus der Schicht der Bojaren (nobilis satrapa) rekrutierten. Diese für den Kriegseinsatz hervorragend ausgebildeten Männer bildeten die unmittelbare Umgebung des jeweiligen Großfürsten. In der in Litauen relativ gering ausgeprägten Feudalhierarchie nahmen diese Krieger einen besonderen Status ein. Es handelte sich um einen niederen Kriegeradel, der im Wesentlichen mit dem Ritterstand des frühen Mittelalters im westlichen Europa vergleichbar ist. Der Status eines Ritters wurde, im Gegensatz zum westeuropäischen Ritterstand, nicht durch wirtschaftliche Leistungsfähigkeit bestimmt, sondern ausschließlich durch die Fertigkeit des Ritters im Umgang mit Waffen und Pferden. Im Unterschied zu Westeuropa wurde der erreichte soziale Status des Kriegsadels nicht auf die Nachkommen vererbt. Im Bedarfsfall wurde diese Elite vielfach durch allerdings schlecht ausgerüstete und ausgebildete Leibeigene ergänzt.
Nur besonders tatkräftigen Großfürsten wie Vytenis um 1311 gelang es, die regional zersplitterten litauischen Kräfte unter einer Fahne zum Angriff zu vereinen. Trotzdem blieb ein zusammengeführter Heeresverband regionaler Teilstreitkräfte nur nominal vereint, was ein geschlossenes offensives Vorgehen im Falle einer energischen Gegenwehr erschwerte.
Auch bei der Verteidigung erwiesen sich die weiträumig zerstreuten Streitkräfte als nachteilig. Für eine kurzfristige umfassende Mobilisierung von zersplittertem militärischem Potenzial blieb im Allgemeinen keine Zeit. Daher beschränkte man sich zumeist auf die Verteidigung unzugänglicher Fluchtburgen.
Ab der Mitte des 14. Jahrhunderts richteten sich die Expansionsabsichten von Litauens Großfürsten nach dem Zerfall der Goldenen Horde nach Osten. Großfürst Algirdas benötigte ein ständig einsatzbereites Heer, um den Osten nachhaltig zu unterwerfen. Der Fürst begann deshalb ab 1364, seine Unterführer ständig unter Waffen zu halten. Prinzipiell sind hier schon die Anfänge eines stehenden Heeres zu erkennen.
Dennoch misslang ein Angriff dieser im Kampf gegen die Goldene Horde bewährten Streitmacht. Trotz bedeutender Verstärkungen durch tributpflichtige Völker, wie weißrussischer Fußtruppen und berittener Tataren, wurde am 17. Februar 1370 die Streitmacht Litauens durch den Orden in der Schlacht bei Rudau zurückgeschlagen. Nur verheerende Verluste der Verbündeten verhinderten in der Folge das Scheitern der litauischen Machtansprüche im Osten.

### Taktiken der Litauer

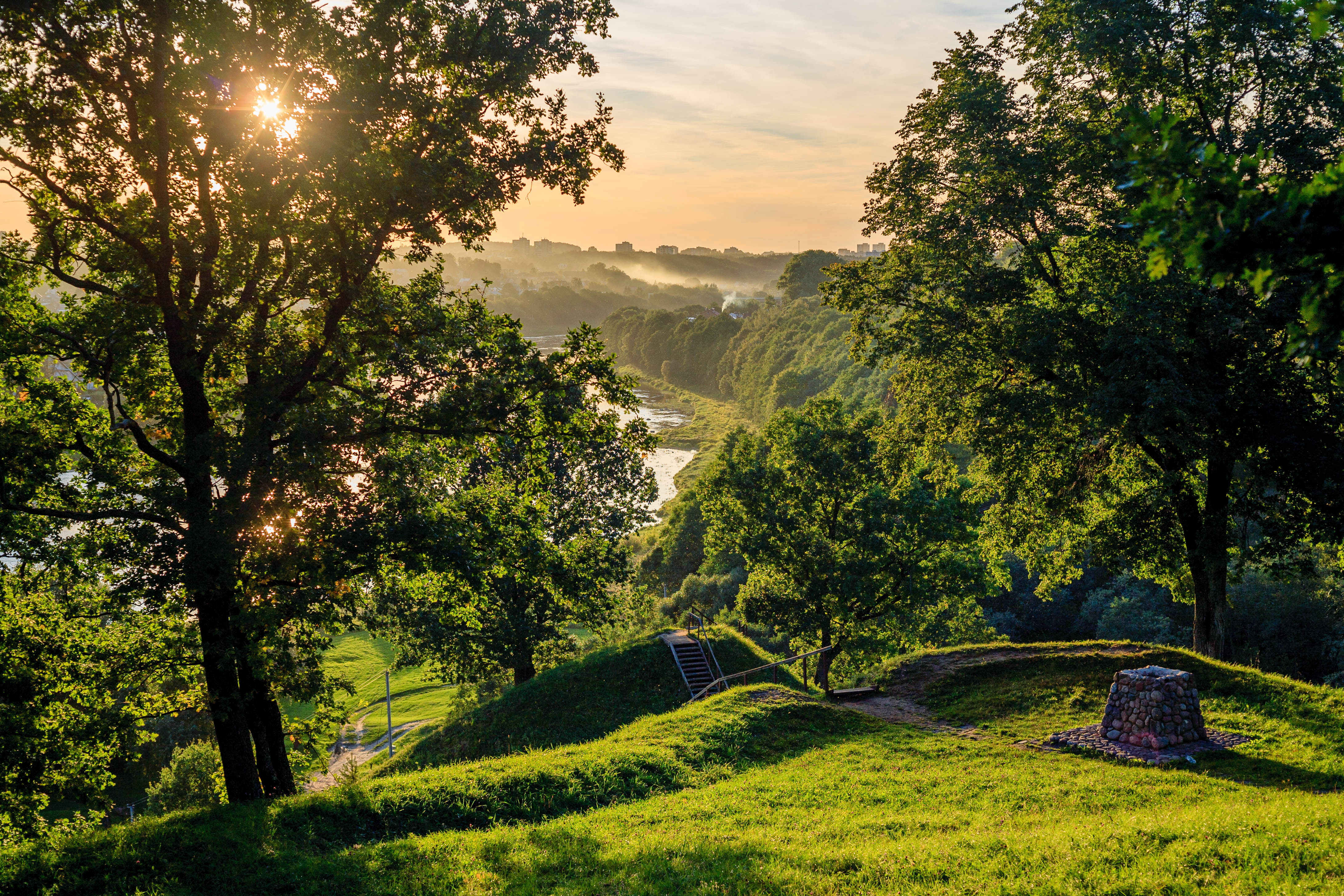
Wallburg bei Alytus in Südlitauen

Als Hauptwaffe bevorzugten die litauischen Befehlshaber wie zum Beispiel Skirgaila stets die hinsichtlich Mobilität und Flexibilität überlegene, leichte Reiterei. In erster Linie bestritten Reiter, die mit Leder- oder Kettenpanzern sowie leichteren Handwaffen ausgerüstet waren, im ausgehenden 14. Jahrhundert die Kämpfe mit den Heeren des Deutschen Ordens.
Taktisch wurde in Litauen vorerst die Tradition des archaischen Zweikampfes gepflegt, was sich letztlich bezüglich der geordnet angreifenden Ordensritter als verhängnisvoll erwies. Auch erwies sich die allgemeine Ausrüstung der Kämpfer, bestehend aus Schwertern, Äxten, Wurfspeeren, Pfeilen, Holzkeulen, leichten Helmen und Holzschilden, gegen die nach damaligen Gesichtspunkten bestens ausgerüsteten Ordensritter und deren westeuropäische „Gäste“ als unterlegen. So kämpften Litauer im Allgemeinen auf vergleichsweise kleinen Pferden gegen auf gepanzerten Schlachtrössern reitende schwer gepanzerte Ritter, die zumeist in Formation vorgingen.
Dessen ungeachtet waren die Litauer militärischen Innovationen zugänglich. So wurden von litauischer Seite beim Beschuss der Ordensburg Gotteswerder 1368 neben Wurfgeschützen, wie einem überschweren Trebuchet, auch Steinbüchsen verwendet.
Die schnellen litauischen Reiterverbände bevorzugten im Allgemeinen eine Taktik, die am treffendsten mit der modernen Hit and Run Kampftaktik umschrieben werden kann. So griffen leicht ausgerüstete Reiterverbände überfallartig gegnerische Truppenteile oder Ortschaften an, zogen sich bei hartnäckiger Gegenwehr, ohne sich auf einen längeren Kampf einzulassen, umgehend zurück. Dessen ungeachtet führte man bei größeren Operationen auch schweres Gerät, wie Belagerungsmaschinen mit.
Eine umfassende Feldschlacht wurde angesichts der bestehenden taktischen Unterlegenheit, begründet in unzulänglicher Rüstung sowie taktischer Disziplinlosigkeit litauischer Scharen, nach 1370 tunlichst vermieden. Erst in der Schlacht bei Tannenberg 1410 gelang es, im Verbund mit den nach westlichen Taktiken effektiv kämpfenden Polen, der permanenten Bedrohung durch den Deutschen Orden zu begegnen.
Zwischen den Grenzen des Ordenstaates und Litauens Gemarkungen war im Laufe der Zeit aufgrund der Verwüstungen und des daraufhin zwangsweisen Verlassens der einheimischen Bevölkerung eine breite, unbewohnte „Wildnis“ (lit. dykra) entstanden. Dieses „Niemandsland“ wurde zudem von litauischer Seite durch umfassendes Fällen von Bäumen noch weiter unpassierbar gemacht. Damit wurden Überraschungsangriffe des Ordens enorm erschwert. Bei deutlich erkennbarer Übermacht wurden kleinere Holzburgen häufig vor Anrücken des Gegners verbrannt und die Flucht angetreten. Oft flüchtete die Bevölkerung in morastiges Gelände, wo schwer gerüsteten Panzerreitern auch in strengen Wintern der Zugang überaus erschwert wurde. Da eine hölzerne Fluchtburg innerhalb weniger Tage oder Wochen neu errichtet werden konnte, war dies im Allgemeinen kein großer Verlust, zumal die unmittelbare Bedrohung höchstens zwei bis drei Wochen präsent blieb.

## Bewertung

### Ursachen für den langen Zeitraum der Auseinandersetzung
Sowohl die Strategie des Ordens, die auf Niederlitauen abzielte, als auch die Kriegsführung der Litauer Großfürsten, die die Macht des Ordens mit eigenen Kräften zu brechen versuchten, scheiterten. Die Gründe dafür lagen neben dem geringen Einsatz taktischer Mittel auch im nicht ausreichendem litauischen Potential, um gegen den durch westeuropäische Feudalherren massiv unterstützten Orden zu bestehen. Für die Ordensheere werden Zahlen von 3000 bis 8000 Kämpfern vermutet. Auch wurden von beiden Seiten keine raumgreifenden Offensiven unternommen. Ausnahmen bildeten die Unternehmung des Ordens 1336, welche zur Errichtung der Bayerburg führte, sowie die litauische Kampagne von 1370. Allerdings brachte auch letztere durch die für Litauen verlorene Schlacht bei Rudau kein nachhaltiges Ergebnis.
Nach beidseitig wenig ernsthaft geführten Friedensverhandlungen Anfang des 15. Jahrhunderts wurde die Schärfe des Konfliktes durch die Kriegserklärung des Deutschen Ordens an das mittlerweile mit dem Königreich Polen in einer Personalunion verbundene Großfürstentum Litauen im Jahre 1409 deutlich.

### Militärische und religiöse Merkmale der Kampfhandlungen
Die Kampfhandlungen waren selbst für mittelalterliche Verhältnisse äußerst brutal. Sie richteten sich letztlich gegen die schutzlose Bevölkerung beider Kontrahenten. Während die litauische leichte Reiterei hauptsächlich Überfälle auf ungeschützte Siedlungen unternahm, wandten die Heere des Ordens in Litauen dieselben taktischen Grundsätze an. Die Folge war eine erbarmungslose Ermordung, Ausplünderung und Gefangennahme der unbewaffneten Landbevölkerung.
Der Kriegsverlauf war durch Scharmützel, Belagerungen und Verfolgungskämpfe gekennzeichnet. Kampfhandlungen unter größeren Heeresteilen blieben die Ausnahme. Große Schlachten gab es in den Jahren 1311, 1348, 1370 und 1410. Das Argument der Bekehrung der dem „finsteren Heidentum verfallenden“ Litauer erzielte keinerlei Wirkung, da es allzu offensichtlich war, dass die christliche „Missionierung“ nur ein Vorwand für die expansionistischen Absichten des Deutschen Ordens war.
Der Deutsche Orden stellte die nach 1386 einsetzende christliche Missionierung Litauens energisch in Frage. Die Gründe lagen auch darin, dass den Rittern eine gefestigte Machtposition im Baltikum stets wichtiger war als das christliche Gebot der Nächstenliebe. Eine friedensmäßige Verwaltung Niederlitauens aufgrund des Vertrages von Sallinwerder erwies sich für die Machtpositionen des Ordens letztendlich gefährlicher als die gewaltsame Eroberung dieses Landes. Die strenge Herrschaft des Ordens in Litauen setzte Prozesse in Gang, welche seine Würdenträger nicht vorhergesehen hatten. Die latente Unzufriedenheit der Litauer mündete in offenem Widerstand: Der allgemeine Aufstand in Samogitien im Jahre 1409 brachte den Deutschen Orden durch den eskalierenden Konflikt mit dem Königreich Polen politisch und militärisch in große Bedrängnis.
Mit der 1386 vollzogenen, seitens der Litauer Führungsschicht weitgehend widerwillig herbeigeführten, politischen Union Polens mit dem Großfürstentum Litauen vermochten es letztlich die Litauer, den aggressiven Ansprüchen des Ordens entschlossen entgegenzutreten. Grundsätzlich vollzog sich dieser Prozess allerdings erst kurz vor der Schlacht bei Tannenberg 1410. In dieser entscheidenden Schlacht wurde die Grundlage der Macht des Deutschen Ordens, seine militärische Stärke, vorerst gebrochen. In der Folge wurde seine nachhaltig geschwächte Streitmacht fast nur noch defensiv eingesetzt. Damit war die ein Jahrhundert andauernde Gefahr einer dauerhaften Okkupation litauischer Kernlande beendet.

### Nachwirkung
Die Geschichtsschreibung der Kontrahenten bewertet die Auseinandersetzungen unterschiedlich.
In Deutschland ist der Konflikt weitgehend in Vergessenheit geraten bzw. wird auf die Auseinandersetzung des Deutschen Ordens mit dem polnischen Königreich beschränkt (z. B. auf die Schlacht bei Tannenberg bzw. Grunwald und das Verhältnis zwischen Orden und Polen in den Friedensschlüssen von Thorn). In den die nationale Gesinnung widerspiegelnden Geschichtsbüchern wurde der Litauerkrieg des Deutschen Ordens schon im 19. und frühen 20. Jahrhundert verschwiegen oder auf einzelne herausragende Begebenheiten, wie die Schlacht bei Rudau, heruntergespielt – und dies trotz einer Zeit, in der das Rittertum romantisiert und die deutschen Ostsiedlungen glorifiziert wurden. Die wenig prominente Rezeption war vielleicht auf die aggressive Zielsetzung, aber eventuell auch die nachhaltige Erfolglosigkeit beim hartnäckigen Ringen der Ordensritter mit dem östlichen Großfürstentum zurückzuführen.
Grundsätzlich anders wird der Konflikt im heutigen Litauen bewertet. Gerade in Verbindung mit der jüngeren Geschichte dieses Staates wird das Spätmittelalter als die „große Zeit“ Litauens angesehen. Diese Sicht resultiert vor allem aus den großen litauischen Gebietsgewinnen im Osten während des 14. Jahrhunderts sowie dem siegreichen Ausgang des über Generationen währenden Konfliktes mit dem Deutschen Orden in der ersten Dekade des 15. Jahrhunderts. Nicht zuletzt aber hätte ein dauerhafter Verlust Samogitiens die litauische Geschichte in so massiver Weise beeinflusst, dass deshalb schon die herausragende Rolle in der litauischen Geschichtsschreibung verständlich wird.
Andererseits wird hierbei die Rolle Polens - die zugegebenermaßen eher indirekt gesehen werden muss - vernachlässigt.

## Zeittafel

### Vorgeschichte
- 1230: Eintreffen von sieben Deutschordensrittern nebst Gefolge (insgesamt ca. 750 Mann) unter dem Landmeister im Prußenland, Hermann Balk, im Weichselknie, südlich des Kulmerlandes
- 1231–1234: Eintreffen zahlreicher weiterer päpstlich bestallter Kreuzfahrer; Eroberung des Kulmer Landes und der angrenzenden Gemarkungen; der Deutsche Orden etabliert sich im Kulmer Land
- 1236: Schlacht von Schaulen am 22. September; vernichtende Niederlage des Schwertbrüderordens in Litauen
- 1237: Integration des personell geschwächten Schwertbrüderordens aufgrund des Vertrages von Viterbo in den Deutschen Orden unter Hermann Balk
- 1242: Niederlage eines Aufgebots des Deutschen Ordens unter dem Befehl des Bischofs von Dorpat am Peipussee am 12. April gegen den Nowgoroder Fürsten Alexander Newski
- 1242: Erster allgemeiner Aufstand der Prußen unter dem Eindruck des mongolischen Angriffs Batu Khans in Polen und Ungarn sowie des Sieges der Russen am Peipussee über den Deutschen Orden
- 1251: Übertritt des litauischen Fürsten Mindaugas I. zum Christentum; vermutlich 1260 kehrt er zum alten Glauben zurück
- 1259: Schlacht von Skuodas am 5. August; Sieg des livländischen Ordenszweiges unter dem Landmeister Burkhard von Hornhausen über angreifende Schamaiten
- 1260: Schlacht an der Durbe am 13. Juli; Anlass für den Großen Prußenaufstand 1260–1283
- 1275–1299: unregelmäßig erfolgende Kriegszüge litauischer Scharen, zum Teil im Auftrag des Erzbischofs von Riga, durch Semgallen bis Riga
- 1279: Schlacht von Aizkraukle am 5. März zwischen Rittern des livlandischen Ordenszweiges und schamaitischen Litauern; 71 Ritter gefallen; Sieg der Litauer

### 1303–1409
- 1303: Erste litauische Streifzüge in preußischen Grenzgemarkungen wie Schalauen
- Um 1311: Massiver Litauereinfall unter Vytenis ins Ermland
- 1312–1322: Angriffe des Deutschen Ordens in Samogitien
- 1324: Bündnis zwischen dem litauischen Großfürsten Gediminas und dem polnischen König Wlasdyslaw Lokietek
- 1329: König Johann von Luxemburg zieht als „Heidenfahrer“ gegen Litauen
- 1329: Eroberung einiger strategisch wichtiger Burgen in Niederlitauen
- 1334–1341: Züge der Litauer unter Gediminas auf die preußische Grenzregion Schalauen und das livländische Semgallen
- 1336: Umfangreicher Kriegszug des Ordens gegen Litauen; Zerstörung von Pilenai; Errichtung eigener Stützpunkte
- 1341–1344: Machtkämpfe in Litauen unter den Nachkommen Gediminas'
- Nach 1344: Erneute Festigung der Machtposition zweier litauischer Großfürsten: Algirdas (östliche Gebiete) und Kęstutis (Westen und Norden)
- 1346–1348: Litauische Angriffe unter Führung von Kęstutis auf Schalauen
- 1348: Schlacht an der Strėva am 2. Februar; schwere Niederlage Litauens
- 1361: Kęstutis gerät erstmals in die Gefangenschaft des Ordens; 1362 flieht er
- 1362–1369: Einfälle der Ordensritter unter Ordensmarschall Henning Schindekopf in Litauen
- 1362: Zerstörung von Kaunas am 16. April durch Streitkräfte des Ordens
- 1370: Angriff auf den Ordensstaat; Schlacht bei Rudau am 17. Februar; unter schweren Verlusten wehrt die Streitmacht des Ordens Litauer mitsamt ihren Hilfstruppen ab
- 1372: Schlacht bei der heiligen Aa (bei Sventaja) zwischen Rittern des livländischen Ordenszweiges und Schamaiten
- 1377: Tod des Großfürsten Algirdas am 24. Mai
- 1377–1382: heftige Machtkämpfe zwischen Algirdas' Erben und Kęstutis unter steter Einmischung des Ordens
- 1382: Tod von Kęstutis in Gefangenschaft im August
- 1386: Algirdas' Sohn Jogaila besteigt am 4. März als Wladyslaw II. den Thron Polens, sein Vetter Vytautas etabliert sich nach weiteren Machtkämpfen als Großfürst Litauens
- 1387: Anfänge einer umfassenden Christianisierung Litauens unter Rigide Jogailas
- 1398: Vertrag von Sallinwerder am 12. Oktober; Vytautas übereignet dem Orden Niederlitauen, um Rückenfreiheit für Kriege im Osten zu erlangen
- 1399: Schlacht an der Worskla am 12. August; die litauische Niederlage beendet die Ambitionen Vytautas’ im Osten
- Ab 1400: Kleinkrieg gegen die Ordensherrschaft in, dem Orden verpfändeten, Niederlitauen
- 1409: allgemeiner Aufstand in Niederlitauen, Kriegserklärung des Ordens an Polen-Litauen

### 1410/1422
- 1410: Schlacht bei Tannenberg am 15. Juli; eine vereinigte polnisch-litauische Streitmacht besiegt das Ordensheer
- 1410: Erfolglose Belagerung der Marienburg vom 26. Juli bis 19. September durch das polnisch-litauische Heer
- 1411: Im Ersten Frieden von Thorn verzichtet der Deutsche Orden auf sämtliche Besitzansprüche in Litauen (pro forma vorerst auf Lebenszeit Jogailas und Vytautas)
- 1422: Besiegelung des Friedens von Melnosee am 27. September; „Ewiger Verzicht“ des Ordens auf Szamaiten

### Zeitgenössische Chroniken
- Peter von Dusburg: Chronicon Terrae Prussiae (um 1326).
- Nikolaus von Jeroschin: Di Kronike von Pruzinlant (Übertragung des Chronicon Terrae Prussae ins Niederdeutsche mit Ergänzungen, um 1340).
- Hermann von Wartberge: Chronicon Livoniae (um 1378)
- Wigand von Marburg: Chronica nova Prutenica (in Fragmenten überliefert, um 1400)
- Jan Długosz (Johannes Longinus): Banderia Prutenorum (Beschreibung der Flaggen und auch der Kriegsereignisse von 1410/11, um 1448)
- Jan Długosz: Annales seu Cronicae incliti Regni Poloniae (Chronik Polens, um 1445–1480).
- Peter Suchenwirt: Von Herzog Albrechts Ritterschaft; um 1377, umbenannt 1395 nach dem Tod des Herzogs zu: Vom Zuge Herzog Albrechts -selig-